# Dopolavoro Aziende Pirelli 1941-1942
Questa voce raccoglie le informazioni riguardanti il Dopolavoro Aziende Pirelli nelle competizioni ufficiali della stagione 1941-1942.

## Rosa
| N. |                   | Ruolo | Calciatore         |
| -- | ----------------- | ----- | ------------------ |
|    | Italia (bandiera) | A     | F. Alberti         |
|    | Italia (bandiera) | A     | Giuseppe Bizzozero |
|    | Italia (bandiera) | C     | Giovanni Brioschi  |
|    | Italia (bandiera) | A     | E. Cardani         |
|    | Italia (bandiera) | A     | A. Caprioli        |
|    | Italia (bandiera) | P     | Achille Dari       |
|    | Italia (bandiera) | D     | Giacomo Delaude    |
|    | Italia (bandiera) | D     | Adolfo Dusi        |
|    | Italia (bandiera) | C     | Michele Giovenzana |
|    | Italia (bandiera) | P     | Stefano Giudici    |
|    | Italia (bandiera) | C     | C. Ghioni          |
|    | Italia (bandiera) | A     | Vincenzo Matera    |
|    | Italia (bandiera) | A     | Ettore Meneghini   |

| N. |                   | Ruolo | Calciatore         |
| -- | ----------------- | ----- | ------------------ |
|    | Italia (bandiera) | A     | R. Merlin          |
|    | Italia (bandiera) | A     | Renato Miglioli    |
|    | Italia (bandiera) | C     | L. Moneta          |
|    | Italia (bandiera) | C     | Gian Luigi Monti   |
|    | Italia (bandiera) | A     | Napoleone Naiade   |
|    | Italia (bandiera) | C     | Luigi Pallandini   |
|    | Italia (bandiera) | c     | V. Ripamonti       |
|    | Italia (bandiera) | C     | Elios Scomentini   |
|    | Italia (bandiera) | D     | Enrico Stringhetti |
|    | Italia (bandiera) | C     | Guglielmo Tentorio |
|    | Italia (bandiera) | D     | Franco Terni       |
|    | Italia (bandiera) | A     | Renzo Villa        |
|    | Italia (bandiera) | D     | G. Viti            |